# Peter Graf von Kielmansegg

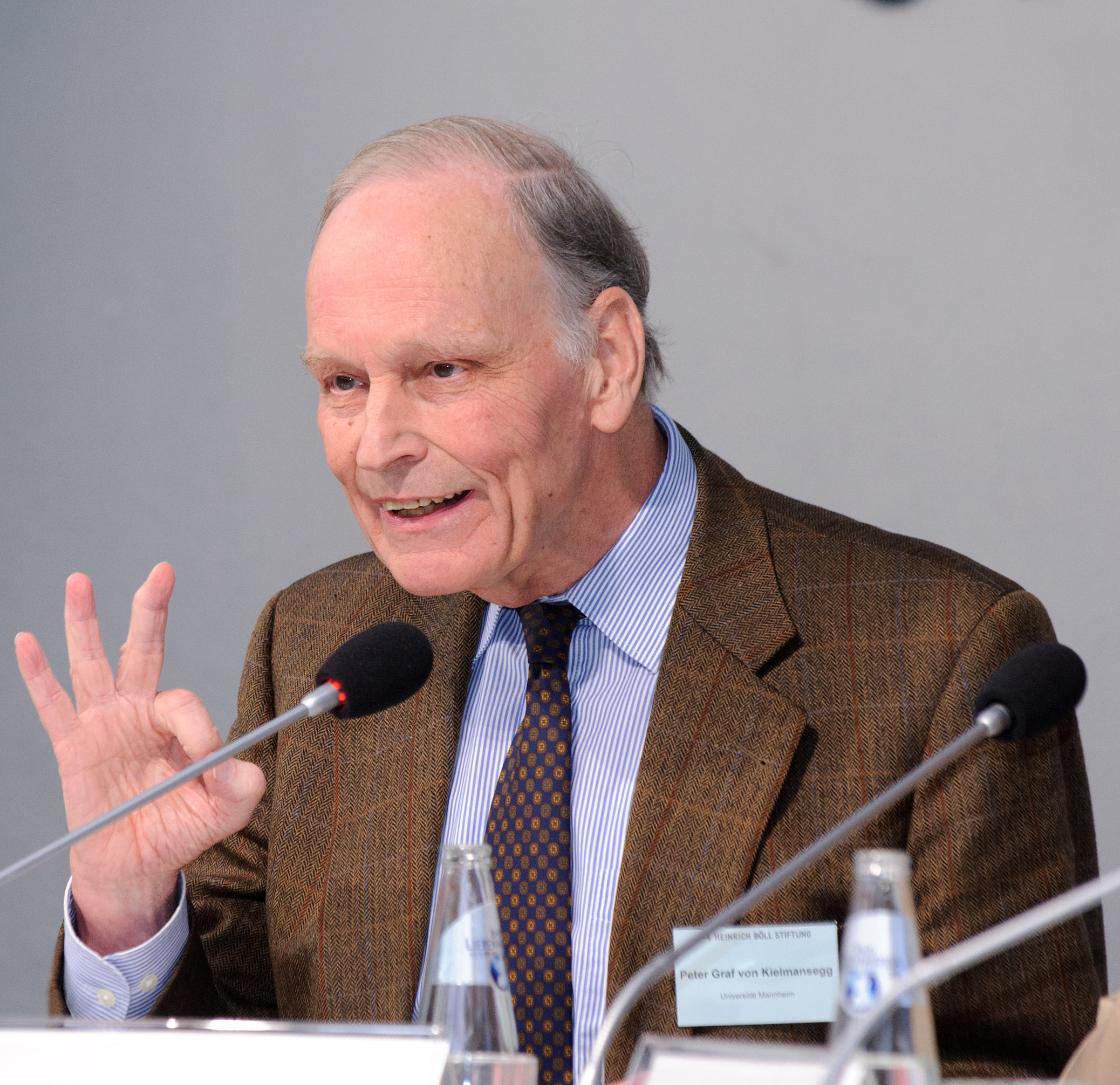
Peter Graf Kielmansegg, 2010

Peter Matthias Alexander Graf von Kielmansegg (* 27. Juni 1937 in Hannover) ist ein deutscher Politikwissenschaftler und emeritierter Professor der Universität Mannheim.

## Leben
Peter Graf von Kielmansegg wurde als zweites von vier Kindern des Offiziers Johann Adolf Graf von Kielmansegg (1906–2006) und der Mechthild von Dincklage (1909–2000) auf Schloss Wolfsburg bei Fallersleben geboren. Er entstammt einer Adelsfamilie von Offizieren und Politikern. Einer seiner Vorfahren war der Reformator Philipp Melanchthon. Sein Vater war ein deutscher General, der nach dem 20. Juli 1944 verhaftet wurde, später zu den Vätern der Inneren Führung der Bundeswehr gehörte sowie NATO-Oberbefehlshaber war. In dieser Tradition groß geworden, verfasste Peter Graf Kielmansegg eine umfassende Studie zur Geschichte Deutschlands zwischen 1945 und 1989 („Nach der Katastrophe“).
Ab 1957 studierte er Rechtswissenschaft und Geschichte in Bonn, Kiel und Tübingen. 1961 legte er vor dem Oberlandesgericht Köln das Erste juristische Staatsexamen ab. Im Juli 1964 wurde er mit der Arbeit Freiherr vom Stein und die Zentralverwaltung der Verbündeten Mächte in den Jahren 1813 und 1814  bei Walther Hubatsch in Bonn promoviert. 1971 habilitierte er sich an der Technischen Hochschule Darmstadt bei Eugen Kogon.

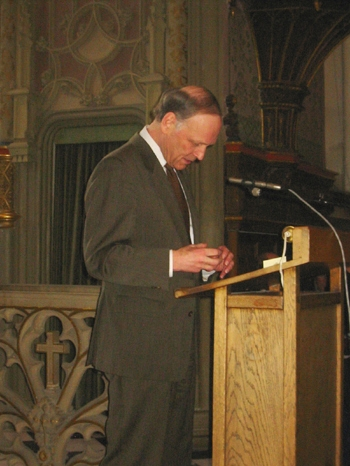
Peter Graf Kielmansegg 2005 in der Stuttgarter Schlosskirche

1971 erhielt Peter Graf Kielmansegg einen Ruf an die Universität zu Köln und 1976 eine Gastprofessur an der Georgetown University in Washington, D.C. Von 1985 bis zu seiner Emeritierung im Jahr 2002 war er Professor für Politische Wissenschaften an der Universität Mannheim.
Von 2003 bis 2009 war Graf Kielmansegg Präsident der Heidelberger Akademie der Wissenschaften. Er war zudem Vizepräsident der Union der deutschen Akademien der Wissenschaften, Vizepräsident der Studienstiftung des deutschen Volkes sowie im wissenschaftlichen Beirat der Fritz Thyssen Stiftung und der Zeitschrift Totalitarismus und Demokratie tätig.
Seine Arbeits- und Forschungsschwerpunkte liegen in den Bereichen politikwissenschaftliche Demokratieforschung, Geschichte des politischen Denkens und Zeitgeschichte. Peter Graf Kielmansegg entwickelte ein Totalitarismus-Modell zur Definition und Erklärung totalitärer Systeme.
Verheiratet ist er mit Walpurgis Gräfin von Schweinitz und Krain, Freiin von Kauder. Sie haben drei Kinder und leben in Laudenbach an der Bergstraße. Das jüngste Kind, Sebastian Graf von Kielmansegg, ist ebenfalls Hochschullehrer.

## Auszeichnungen
Peter Graf von Kielmansegg ist Mitglied der Heidelberger Akademie der Wissenschaften sowie der Deutschen Akademie der Technikwissenschaften.
- 1983: Sigmund-Freud-Preis für wissenschaftliche Prosa „für seine verständliche und doch angemessene Sprache“
- 2001: Schader-Preis (die höchstdotierte Auszeichnung für Gesellschaftswissenschaftler in Deutschland)
- 2006: Bundesverdienstkreuz 1. Klasse der Bundesrepublik Deutschland in Anerkennung „seiner herausragenden Leistungen in der Förderung des Dialogs zwischen Gesellschaftswissenschaften und der politischen Praxis“

## Werke (Auswahl)
- Stein und die Zentralverwaltung 1813/14. Kohlhammer, Stuttgart 1964 (Zugl.: Bonn, Univ., Diss., 1964 u.d.T.: Freiherr vom Stein und die Zentralverwaltung der Verbündeten Mächte in den Jahren 1813 und 1814).
- Deutschland und der Erste Weltkrieg. Athenaion, Frankfurt am Main 1968.
- Volkssouveränität. Eine Untersuchung der Bedingungen demokratischer Legitimität. Klett-Cotta, Stuttgart 1977, ISBN 3-12-910120-9 (Teilw. zugl.: Darmstadt, Techn. Hochsch., Habil.-Schr., 1971 u.d.T.: Volkssouveränität als Legitimitätsproblem).
- Nachdenken über die Demokratie. Aufsätze aus einem unruhigen Jahrzehnt. Klett-Cotta, Stuttgart 1980, ISBN 3129152407.
- Das Experiment der Freiheit. Zur gegenwärtigen Lage des demokratischen Verfassungsstaates. Klett-Cotta, Stuttgart 1988, ISBN                      3-608-91476-5.
- Nach der Katastrophe. Eine Geschichte des geteilten Deutschland. Siedler, Berlin 2000, ISBN 978-3-88680-329-3 (Als Sonderdruck in der 4-bändigen Ausgabe Siedlers Deutsche Geschichte unter dem Titel Das geteilte Land – Deutschland von 1945–1990. Bassermann Verlag, München 2004, ISBN des 4-bändigen Ausgabe 3-8094-1764-5).
- Die Grammatik der Freiheit. Acht Versuche über den demokratischen Verfassungsstaat. Nomos, Baden-Baden 2013, ISBN 978-3-8329-7855-6.
- Wohin des Wegs, Europa? Beiträge zu einer überfälligen Debatte. Nomos, Baden-Baden 2015, ISBN 978-3-8452-6110-2.
- Gemeinwohl und Weltverantwortung (= Heidelberger akademische Bibliothek, Bd. 10). Kröner, Stuttgart 2022, ISBN 978-3-520-90010-4.